# Otra vuelta de tuerca
Otra vuelta de tuerca (in spagnolo) o Bior bira (in basco) è un film horror del 1985 diretto da Eloy de la Iglesia. Si tratta di un adattamento del racconto Il giro di vite di Henry James già portato sullo schermo in precedenza. Presenta alcune differenze rispetto al romanzo originale, come il cambio di ambientazione, collocandola nei Paesi Baschi, e il cambio di sesso del personaggio principale.
Interpretato da Pedro Mari Sánchez, Queta Claver, Asier Hernández e Cristina Goyanes, il film ha ricevuto recensioni molto positive in festival come quello di San Sebastián. Tuttavia, non ha ottenuto molto successo al botteghino a differenza di altre produzioni del regista in quel momento come Overdose o La estanquera de Vallecas.

## Trama
Dopo aver completato una traumatica e rigorosa formazione al seminario gesuita di Loyola, Roberto, un giovane seminarista che non è in grado di diventare sacerdote, si ritrova immerso in un mare di dubbi personali.
Attraverso la mediazione del sacerdote della sua città, consapevole della sua situazione, Roberto riceve un'offerta di lavoro dal conte locale: il conte Echeberría è alla ricerca di un nuovo tutore e mentore per sua nipote di 8 anni, Flora. Roberto accetta l'incarico e si reca presso la remota ed isolata tenuta del conte situata nel mezzo della foresta vicino alla spiaggia. Nella dimora il giovane ha modo di stringere amicizia con la signora Antonia, l'anziana governante.
Tutto sembra procedere nel migliore dei modi fino a quando Mikel, il fratello maggiore di Flora, viene espulso dalla scuola che frequentava e fa ritorno a casa. La presenza del ragazzo, oltre allo sconvolge la vita quotidiana nella casa, sembra essere anche il fattore scatenante per l'inizio di alcuni eventi inquietanti.
Nel suo tentativo di scoprire la causa per cui Mikel è stato espulso, Roberto scoprirà presto alcuni segreti inquietanti sulla sua stessa omosessualità, su Cristina, la defunta precedente tutrice dei ragazzi e su Pedro, ex servitore del conte la cui presenza sembra essere ancora presente nei tetri corridoi della dimora.

## Produzione
Il film è stato girato on location a Gipuzkoa e San Sebastián. Coprodotto da Gaurko Filmeak e EITB il film esiste in due versioni: una girata in spagnolo, con alcune scene girate inizialmente in basco e poi sottotitolate (cosa che all'epoca non era molto comune nel cinema) e un'altra girata interamente in basco. Il film è stato finanziato dal Ministero della Cultura del Governo Basco e anche dal Ministero della Cultura della Spagna.
Il regista ha dichiarato in successive interviste che le riprese furono assai complesse a causa della mancanza di un rapporto con l'attore principale, Pedro Mari Sánchez, che pensò di cacciare durante le riprese perché non voleva contribuire o suggerire l'omosessualità del suo personaggio contro ciò che è stato delineato nella script.
(Eloy de la Iglesia su Otra vuelta de tuerca in Conocer a Eloy de la Iglesia (1996) )
Il film ha avuto una premier tenutasi al Chicago Film Festival del 1985.

## Accoglienza
Questa nuova versione del romanzo di Henry James ottenne allora recensioni di stampa favorevoli. Nei portali specializzati nel cinema ha anche una considerazione prevalentemente positiva all'interno del tema sviluppato. IMDB, sulla base di 97 giudizi, dà al film una valutazione di 6,4 su 10. FilmAffinity España, tenendo conto di 399 voti, gli conferisce un 5,4 su 10. In generale si distinguono come punti per valutare la presenza di alcuni temi ricorrenti nella filmografia del regista, come le pulsioni e le relazioni omoerotiche, la realizzazione formale e "accademica" o le novità incorporate nella sceneggiatura che danno un nuovo tono al romanzo su cui si basa, più sfuggente nella sua risoluzione.
Ángel Fernández Santos, in una cronaca scritta il 28 settembre 1985 sul quotidiano El País, in occasione della sua proiezione al 33º Festival del cinema di San Sebastián, evidenzia: "Eloy de la Iglesia sa fare film, ha istinto, un senso dell'olfatto infallibile per visualizzare la storia e un commercio invidiabile, che se nei film precedenti si manifestava solo in esplosioni, in questo copre completamente il film. Un'altra svolta è un film che è assolutamente ben fatto, senza alcun guasto tecnico o meccanico degno di considerazione".
Fabián Molino, il 20 febbraio 2017 sul quotidiano ABC in occasione della sua trasmissione televisiva, sottolinea: "nonostante alcuni cicli narrativi e una certa letteralità nei dialoghi (con la conseguente difficoltà che ciò comporta per gli attori, in particolare il bambini), il film è molto buono, con il clima giusto (tra gotico e kitsch), senza cadere nell'implausibilità, oltre alla grande fotografia di Andrés Berenguer, sia al chiuso - a lume di candela - e nei paesaggi di Gipuzkoa Un fallimento al botteghino".
Josep Escarré, in La Vanguardia, indica: "Sebbene il risultato sia lontano anni luce da quello che Jack Clayton ottenne nel 1961 con l'adattamento intitolato qui Suspense, il film è, senza dubbio, uno dei più interessanti del cineasta basco".
La rivista Fotogramas, che dà al film 3 stelle su 5, mette in evidenza: "Eloy de la Iglesia ha adattato un tono insolito nella sua filmografia. Rinunciando a qualsiasi rigidità, si è limitato a un esercizio quasi accademico in cui ha saputo catturare il carattere inquietante del testo I suoi limiti derivano proprio da questo tono eccessivamente contenuto."